# Matilde Morillo Sánchez
Matilde Morillo Sánchez (Castuera, Badajoz,  1906-Castuera, 6 de mayo de 1939) fue una maestra afiliada a la Federación de Trabajadores de la Enseñanza fusilada al término de la guerra civil española.

## Trayectoria
Nació en Castuera (Badajoz). Ingresó en el Ministerio de Instrucción Pública en abril de 1937 y fue miembro de la Federación Española de Trabajadores de la Enseñanza desde junio de ese año. Ejerció como maestra en Sancti-Spiritus (Badajoz) y Daimiel (Ciudad Real). Participó activamente en las comisiones pedagógicas que formaron parte de la reforma educativa llevada a cabo durante la Segunda República. Creía en la necesidad de emancipar a la mujer a través de la cultura y consideraba la educación uno de los pilares fundamentales para la transformación de la sociedad.
Se casó con Antonio Navas Lora, socialista y jefe de correos en Castuera en 1931. Él fue candidato a diputado a Cortes por el Partido Socialista Obrero Español (PSOE) de Badajoz en las elecciones generales de 1933, pero no obtuvo el escaño.
El matrimonio tenía tres hijas. Era maestra en Daimiel (Ciudad Real) el curso 1938-39. Cuando Daimiel fue ocupada por las tropas rebeldes, Morillo fue destituida. Su marido, que estaba en el frente con el Ejército Republicano, le propuso que marchara con él, pero ella no quiso abandonar a sus hijas y a sus padres. Las autoridades franquistas iniciaron en abril el expediente procesal en Daimiel.
Fue liberada pocos días después para volver a ser detenida y asesinada la noche del 6 de mayo de 1939 junto con otros siete detenidos de la prisión de Castuera. En la cárcel no figuran sus ingresos o puestas en libertad. Su padre murió cuatro días después. Su marido logró llegar al puerto de Alicante y embarcar en el Stanbrook rumbo a Orán (Argelia francesa) donde llegó a finales de marzo de 1939.
En 1946, un juez militar ordenó su liberación, argumentando que no había encontrado motivos para procesarla. El documento utilizado para registrar su muerte fue hecho tres años después de su ejecución, con una fecha y una causa de muerte falsa: como «resultado de acciones de guerra, fuera de las murallas de esta localidad»